# Landelijk kampioenschap amateurvoetbal 2006/07
In het landelijk amateurkampioenschap voetbal van 2006/07 maakten de zes Hoofdklassekampioenen uit wie zich de beste amateurclub van het land mag noemen. De kampioenen van de zaterdag Hoofdklasse A, B en C spelen in een competitie van 4 speelronden, net als de kampioenen van de zondag Hoofdklasse A, B en C. In een Utrechts onderonsje versloeg Zondaghoofdklasser SV Argon in de finale de titelhouder IJsselmeervogels in de tweede wedstrijd en werd de amateurkampioen van Nederland.

## Kampioenschap Zaterdag

### Teams
| Klasse | Club             |
| ------ | ---------------- |
| A      | Rijnsburgse Boys |
| B      | IJsselmeervogels |
| C      | HHC Hardenberg   |

### Eindstand
| # | Club             | Ges | W | G | V | Pnt | DV | DT | DS |
| - | ---------------- | --- | - | - | - | --- | -- | -- | -- |
| 1 | IJsselmeervogels | 4   | 3 | 0 | 1 | 9   | 9  | 5  | +4 |
| 2 | Rijnsburgse Boys | 4   | 2 | 0 | 2 | 6   | 7  | 9  | −2 |
| 3 | HHC Hardenberg   | 4   | 1 | 0 | 3 | 3   | 5  | 7  | −2 |

## Kampioenschap Zondag

### Teams
| Klasse | Club      |
| ------ | --------- |
| A      | SV Argon  |
| B      | JVC Cuijk |
| C      | WKE       |

### Eindstand
| # | Club      | Ges | W | G | V | Pnt | DV | DT | DS  |
| - | --------- | --- | - | - | - | --- | -- | -- | --- |
| 1 | SV Argon  | 4   | 3 | 0 | 1 | 9   | 11 | 5  | +6  |
| 2 | JVC Cuijk | 4   | 2 | 1 | 1 | 7   | 10 | 6  | +4  |
| 3 | WKE       | 4   | 0 | 1 | 3 | 1   | 4  | 14 | −10 |

## Algeheel kampioenschap
| 9 juni 2007      |     |          |
| IJsselmeervogels | 1-1 | SV Argon |

| 16 juni 2007 |     |                  |
| SV Argon     | 4-3 | IJsselmeervogels |

|                   |
| Kampioen SV Argon |

1983/84 · 1984/85 · 1985/86 · 1986/87 · 1987/88 · 1988/89 · 1989/90 · 1990/91 · 1991/92 · 1992/93 · 1993/94 · 1994/95 · 1995/96 · 1996/97 · 1997/98 · 1998/99 · 1999/00 · 2000/01 · 2001/02 · 2002/03 · 2003/04 · 2004/05 · 2005/06 · 2006/07 · 2007/08 · 2008/09 · 2009/10 · 2010/11 · 2011/12 · 2012/13 · 2013/14 · 2014/15 · 2015/16